# مسکو (ترانه)
«مسکو» (به آلمانی: Moskau) ترانه‌ای از گروه دیسکوی چنگیز خان است که در سال ۱۹۷۹ منتشر شد. ترانهٔ اصلی به زبان آلمانی سروده شد و یک سال بعد نسخهٔ انگلیسی‌زبان آن هم روانهٔ بازار شد.
تک‌آهنگ «مسکو» در ژوئن ۱۹۷۹ وارد چارت پرفروش‌ترین‌های آلمان شد و برای ۳۰ هفتهٔ متوالی در آن جدول حضور داشت. بالاترین جایگاه تک‌آهنگ در آن جدول، ردهٔ سوم بود. پس از آن‌که شبکهٔ استرالیایی سون نتورک نسخهٔ انگلیسی‌زبان «مسکو» را ضمن پوشش المپیک ۱۹۸۰ مسکو استفاده کرد، ترانه در آن کشور محبوب شد و به‌مدت شش هفته در صدر جدول پرفروش‌ترین‌های استرالیا جای گرفت.

## موقعیت در جدول‌های فروش

### جدول‌های هفتگی
| چارت (۱۹۷۹–۱۹۸۰)              | بالاترین جایگاه |
| ----------------------------- | --------------- |
| جی‌اف‌کی انترتینمنت چارتس آلمان | ۳               |
| هیت‌پرید سوئیس                 | ۱۱              |
| او۳ تاپ ۴۰ اتریش              | ۱۶              |
| ۴۰ آهنگ برتر هلند             | ۳۸              |